# Polystigma volkartianum
Polystigma volkartianum är en svampart som först beskrevs av Rehm, och fick sitt nu gällande namn av Arx & E. Müll. 1954. Polystigma volkartianum ingår i släktet Polystigma och familjen Phyllachoraceae.   Inga underarter finns listade i Catalogue of Life.